# Quân hàm Lục quân Đức Quốc xã

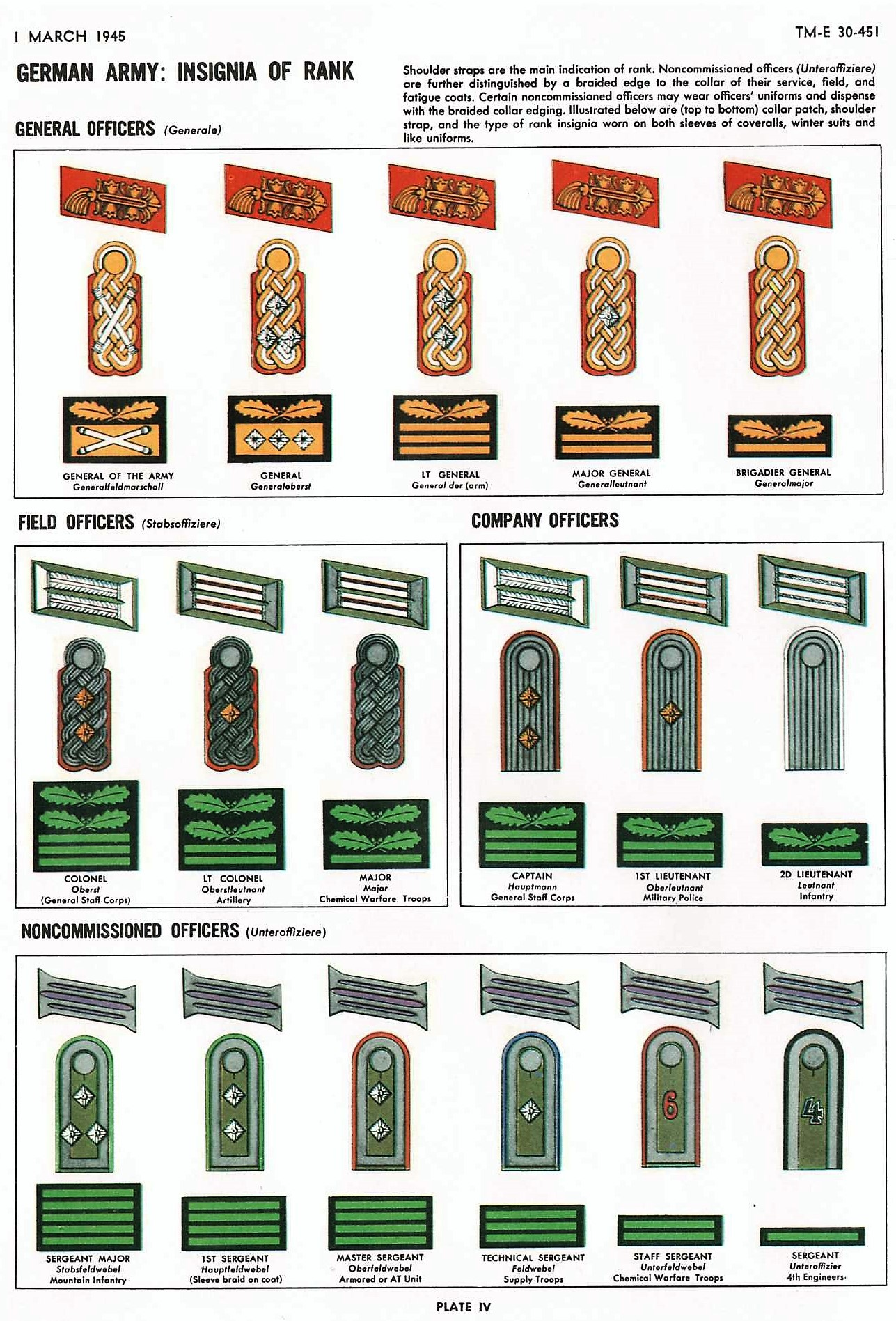
Quân hàm Lục quân

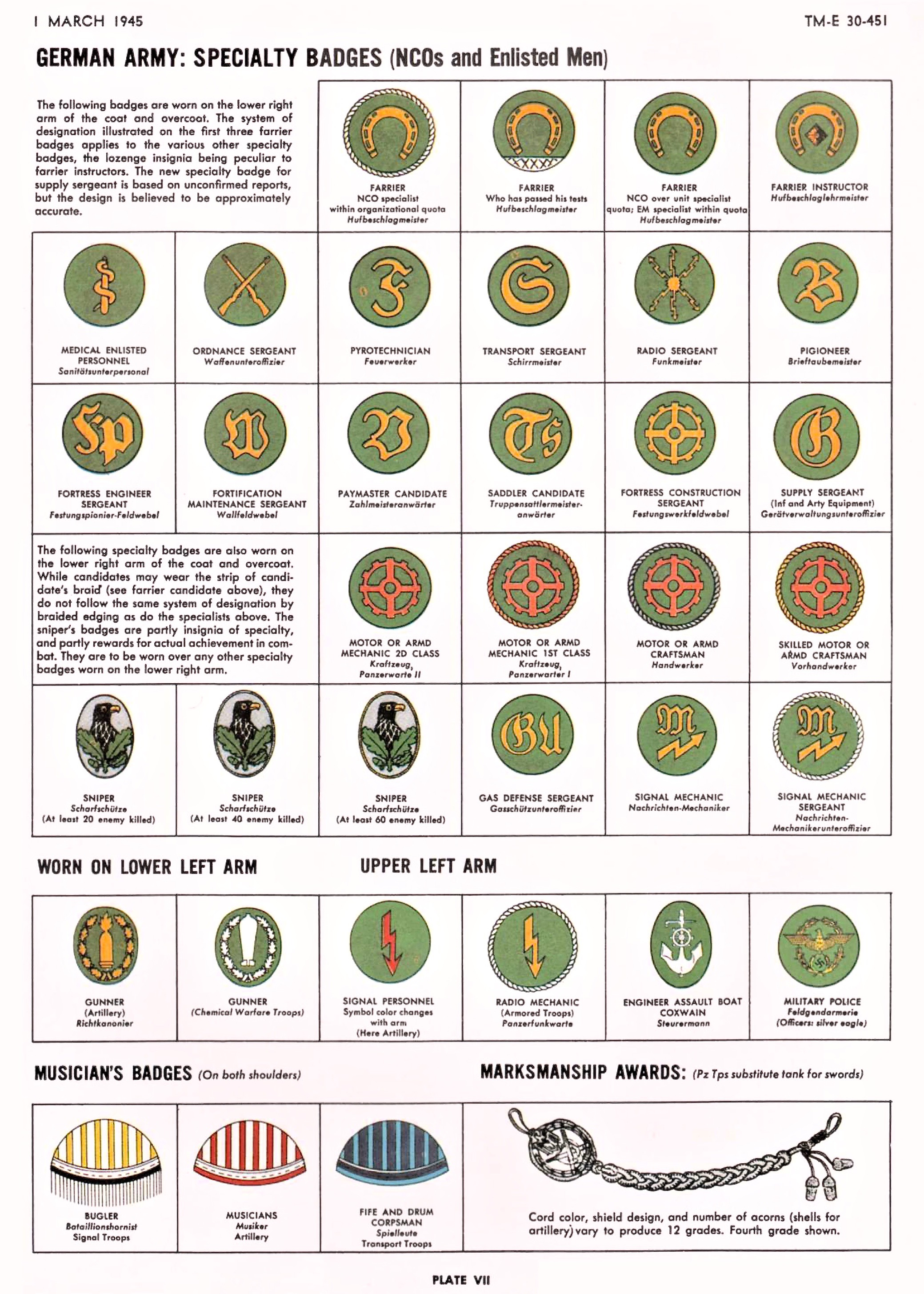
Phù hiệu (Hạ sĩ quan và binh sĩ)

Quân đội Đức (Heer), là Lục quân Đức và là một phần lực lượng Wehrmacht rộng lớn hơn, thực sự đã kế thừa nhiều yếu tố trong cấu trúc quân phục và cấp bậc từ Reichsheer trong Cộng hòa Weimar. Sự kế thừa này thể hiện ở thiết kế cơ bản từ quân phục, cấu trúc cấp bậc và nhiều loại phù hiệu được sử dụng. Tuy nhiên, khi Heer mở rộng nhanh chóng trong giai đoạn trước và trong Thế chiến II, nhu cầu về các cấp bậc, phù hiệu và quân phục mới đã xuất hiện để đáp ứng một tổ chức quân sự lớn hơn và phức tạp hơn.
Mặc dù Heer duy trì bản sắc riêng, Luftwaffe và Kriegsmarine mỗi bên đều có hệ thống quân phục và cấp bậc riêng, phản ánh nhu cầu và truyền thống cụ thể của từng lực lượng. SS, mặc dù có liên quan chặt chẽ với Đảng Quốc xã và thường hoạt động cùng với Wehrmacht, về mặt kỹ thuật không thuộc cấu trúc Wehrmacht và có quân phục cùng cấp bậc độc đáo riêng, điều này càng làm cho SS khác biệt so với các lực lượng quân đội chính quy.
Đảng Quốc xã cũng phát triển một loạt các quân phục và phù hiệu cho các tổ chức bán quân sự khác nhau của mình, như SA (Sturmabteilung) và Đoàn Thanh niên Hitler, mỗi tổ chức đều có những biểu tượng và cấp bậc riêng, phản ánh hệ thống phân cấp phức tạp trong nội bộ đảng.

## Phù hiệu
Phù hiệu Heer Wehrmacht, quân đội Đức trong Thế chiến II, là những yếu tố quan trọng quân phục, phản ánh cấp bậc, đơn vị và lòng trung thành. Việc sử dụng những biểu tượng này bị ảnh hưởng sâu sắc bởi thực tế chính trị và tư tưởng Đức Quốc xã.

### Quốc huy:HoheitszeichenhoặcWehrmachtsadler
Việc áp dụng đại bàng và chữ vạn của Đảng Quốc xã làm quốc huy được Werner von Blomberg ra lệnh vào ngày 17 tháng 2 năm 1934. Biểu tượng này được đưa vào quân phục bắt đầu từ ngày 1 tháng 5 năm 1934. Thiết kế bao gồm một con đại bàng cách điệu với đôi cánh mở rộng, giữ một chữ vạn di động được bao quanh bởi một vòng nguyệt quế, và nó được gọi là Wehrmachtsadler ("đại bàng lực lượng vũ trang"). Biểu tượng được làm bằng bạc cho Reichsheer (lục quân) và vàng cho Reichsmarine (hải quân). Nó xuất hiện ở các dạng khác nhau trên nhiều phần của quân phục, bao gồm áo khoác, mũ, và thắt lưng.

#### Đại bàng trên ngực
Đại bàng trên ngực, một miếng vải rộng khoảng 9 cm, được đeo trên ngực phải, phía trên túi áo khoác. Đối với binh lính, nó thường được dệt jacquard hoặc thêu máy bằng sợi rayon màu xám bạc. Các sĩ quan có các phiên bản được thêu máy hoặc thêu tay bằng lụa trắng hoặc dây nhôm, trong khi các tướng lĩnh có đại bàng được thêu tay bằng sợi chỉ vàng. Vải nền, ban đầu là màu xám Reichsheer "vải phù hiệu" (Abzeichentuch), sau đó được thay đổi thành màu xanh đậm gọi là flaschengrün (xanh lá cây chai) sau khi Heer Wehrmacht được đổi tên vào cuối năm 1935.
Trong chiến tranh, nhiều biến thể xuất hiện:
- Năm 1939, đại bàng trên áo blouse cho binh lính được thay đổi thành màu xám mờ để giảm tầm nhìn.
- Đến năm 1940, nền bắt đầu được làm bằng màu xám chiến trường (feldgrau).
- Một đại bàng với nền hình tam giác được giới thiệu với Áo blouse Mẫu 1944 để đơn giản hóa việc sản xuất.
- Cuối Thế chiến II, một số đại bàng chỉ đơn giản được in trên vải mỏng.

Các phiên bản cụ thể được làm cho các quân phục khác nhau:
- Quân phục Panzer: Biến thể màu trắng và xám trên nền đen.
- Quân phục Nhiệt đới (Afrikakorps): Màu xanh xám mờ trên nền màu nâu.
- Áo khoác Mùa hè của Sĩ quan: Đại bàng cài ngực bằng kim loại dập.

#### Mũ đội đầu

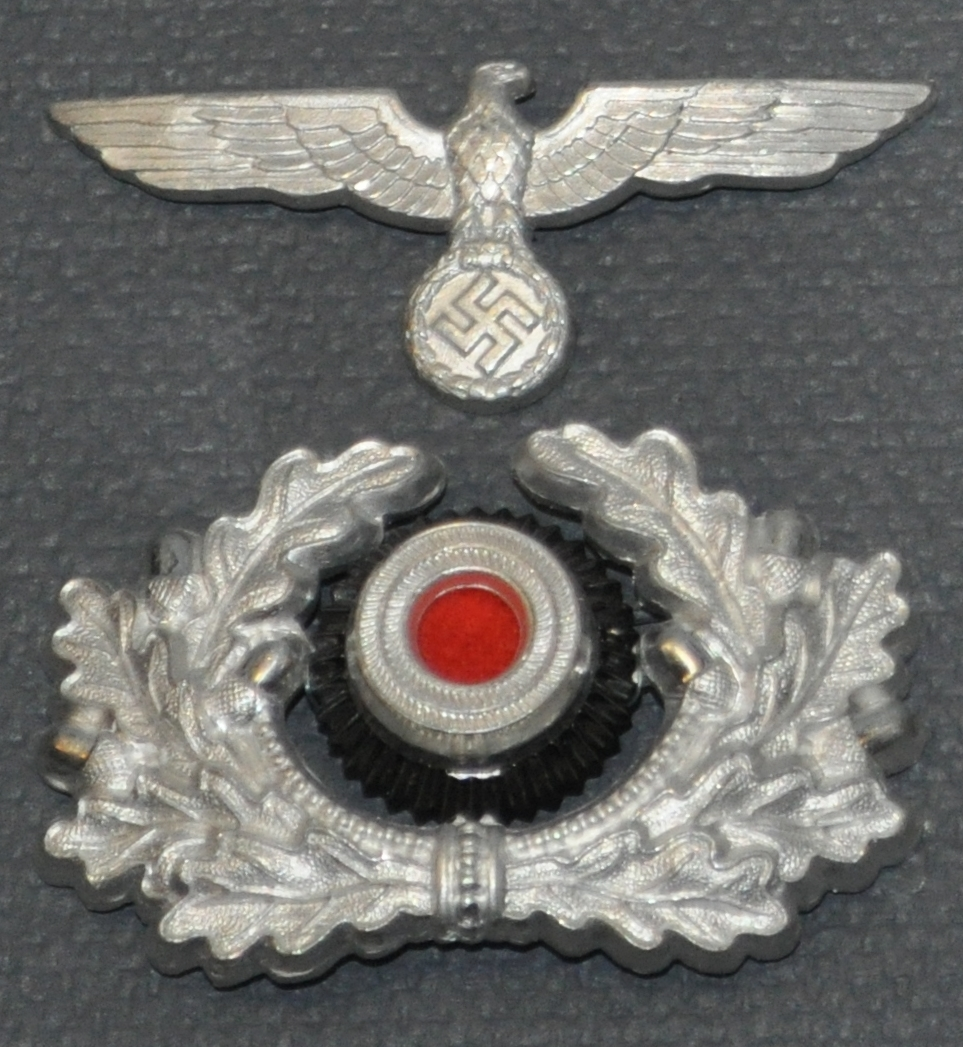
Phù hiệu đeo ở mũ gồm đại bàng/chữ vạn và tràng hoa được sử dụng trên mũ (Schirmmütze).

Đề can của Heer được sử dụng trên các nón sắt khác nhau.

Mũ đội và nón sắt thường mang hai yếu tố phù hiệu: Quốc huy và màu quốc gia. Mũ đội trong Thế chiến I có hai hoa thị, sau này được thay thế trong Reichswehr bằng một hoa thị duy nhất với màu đen, đỏ, và vàng của Cộng hòa Weimar. Hitler khôi phục lại màu đen-trắng-đỏ trước năm 1919, và Lục quân quay trở lại với bảng màu này.

#### Khóa thắt lưng (Koppelschlösser)

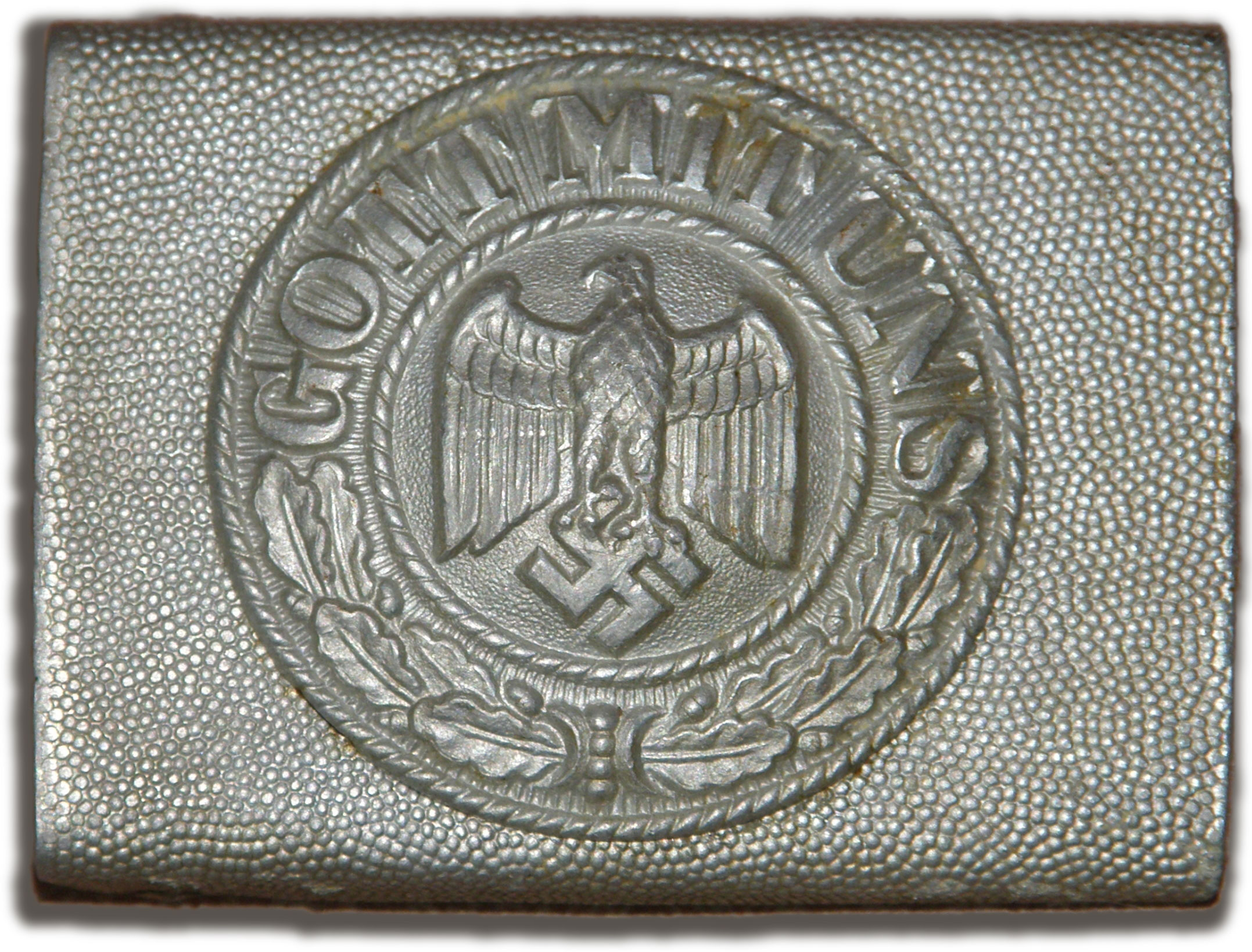
Koppelschloß hạ sĩ quan

Khóa thắt lưng dành cho binh lính thường là loại hộp, được làm bằng nhôm hoặc thép dập. Chúng có biểu tượng Hoheitszeichen (Đại bàng Lục quân hoặc Heeresadler) giữ một chữ vạn không có vòng nguyệt quế, cùng với khẩu hiệu "Gott mit uns" ("Chúa ở cùng chúng ta"). Để sử dụng trên chiến trường, những khóa này được sơn màu xám chiến trường để ngụy trang, với bề mặt nhẵn. Khóa thắt lưng mặc lễ phục được mạ bạc và có bề mặt nhám. Sĩ quan sử dụng loại khóa thắt lưng hai ngạnh cho việc sử dụng trên chiến trường và trong quân chủng. Thắt lưng lễ phục được làm bằng sợi bạc với một khóa tròn mạ bạc hoặc mạ nhôm, được trang trí bằng vòng nguyệt quế bao quanh Heeresadler. Các tướng lĩnh có các khóa tương tự, nhưng được mạ vàng. Sĩ quan mặc quân phục nhiệt đới có một khóa thắt lưng giống với khóa lễ phục nhưng được sơn màu ô liu.

### Phù hiệu cổ áo (Kragenpatte,Kragenspiegel)

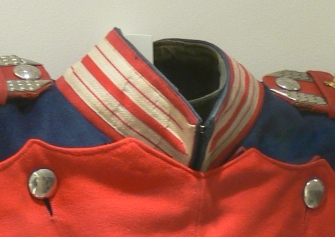
Doppellitze, năm 1900

Trong các quân đội Đức thế kỷ 19, các trung đoàn tinh nhuệ như các trung đoàn Vệ binh đã phân biệt mình bằng cách đeo các dải thêu kép (Doppellitze) bao quanh hầu hết hoặc toàn bộ cổ áo. Những thiết kế trang trí này là dấu hiệu đặc biệt và cho thấy địa vị tinh nhuệ các đơn vị này. Đến giữa Thế chiến I, các dải thêu kép phức tạp đã được đơn giản hóa thành các hình thêu, sau đó được may lên các miếng đắp trên cổ áo phía trước. Sự thay đổi này có thể là do những cân nhắc thực tế, bao gồm nhu cầu sản xuất hàng loạt và cần có sự đồng bộ hóa quân phục trong thời chiến.
Khi Reichsheer được thành lập vào năm 1921 như quân đội quốc gia đầu tiên của Đức, việc sử dụng Litzen (một dải thêu cách điệu) đã được tiêu chuẩn hóa như là thiết bị cổ áo phổ biến cho tất cả nhân sự, ngoại trừ các tướng lĩnh. Thiết kế này đã được giữ lại khi Đệ tam Quốc xã lên nắm quyền, và Litzen tiếp tục là một phần quan trọng của quân phục trong Wehrmacht Heer.
Miếng đắp cổ (Kragenpatte/Kragenspiegel) là một yếu tố trang trí được đeo bởi cả sĩ quan và hạ sĩ quan. Nó thường được may vào phía trước cổ áo quân phục và đóng vai trò như một đặc điểm nhận dạng, thường cho biết binh chủng hoặc đơn vị người lính trong quân đội. Đối với hạ sĩ quan, ngoài miếng đắp cổ, một dải thêu đặc biệt bao quanh toàn bộ cổ áo được đeo. Dải này, được gọi là Unteroffizierslitze hoặc Kragenlitze, là dấu hiệu cấp bậc cho tất cả hạ sĩ quan, phân biệt họ với binh sĩ và sĩ quan. Sĩ quan chính thức, khác với hạ sĩ quan, chỉ đeo miếng đắp cổ mà không có dải thêu bao quanh. Sự thiếu vắng dải thêu này là một trong những điểm khác biệt thị giác giữa sĩ quan và hạ sĩ quan, giúp dễ dàng nhận biết cấp bậc ngay lập tức.

#### Thiết kế và phiên bản
Trên mỗi bên cổ áo, có một miếng đắp cổ bao gồm lớp đệm và hai mặt dọc song song, được gọi là Litzenspiegel. Các mặt dọc này tượng trưng cho dải thêu kép mà các đơn vị tinh nhuệ đã đeo trong thế kỷ 19. Lớp đệm tạo nên nền miếng đắp cổ, trong khi các mặt dọc đại diện cho các dải thêu cách điệu. Màu sắc lớp đệm đặc biệt quan trọng vì nó chỉ ra Waffenfarbe (màu binh chủng hoặc quân chủng) người đeo.
Đối với lễ phục, miếng đắp cổ được thêu bằng sợi nhôm mịn trên nền Abzeichentuch (vải phù hiệu). Dải giữa miếng đắp, có thể nhìn thấy giữa hai mặt dọc, có cùng màu với Waffenfarbe và là một yếu tố quan trọng để xác định binh chủng người lính.
Bắt đầu từ cuối năm 1935, miếng đắp cổ trên đồng phục chiến trường và phục vụ được thiết kế để phù hợp với màu xanh chai đậm cổ áo. Điều này tạo ra sự đồng bộ cho quân phục, với Waffenfarbe hiện lên một cách tinh tế như một dải giữa trong Litzenspiegel. Dải giữa này không chỉ là một yếu tố thị giác mà thực chất là một sợi dây màu được may vào giữa mỗi mặt dọc. Đối với binh lính, miếng đắp cổ được dệt máy bằng sợi rayon màu xám bạc, một vật liệu bền hơn và thực tế hơn cho việc sử dụng hàng ngày. Sĩ quan được ủy nhiệm (COs) có các miếng đắp phức tạp hơn, được thêu bằng lụa trắng hoặc sợi nhôm, và các miếng đắp này lớn hơn một chút để phù hợp với cổ áo cao hơn.
Hạ sĩ quan đeo các miếng đắp cổ chuẩn binh lính nhưng được phân biệt bằng một dải thêu rayon hình kim cương màu xám bạc rộng 9mm, được gọi là Unteroffoziers-Tressen (NCO-Tressen). Dải thêu này được may quanh cổ áo và là dấu hiệu cấp bậc. Trên đồng phục lễ, NCO-Tressen được làm từ nhôm sáng và bao quanh mép trên cổ áo, tạo ra một vẻ ngoài trang trọng và bóng bẩy. Trên các đồng phục thực tế hơn này, NCO-Tressen đơn giản hơn bao quanh mép dưới cổ áo. Vị trí này là một sự thích nghi thực tế cho các bộ đồng phục cần chịu đựng được những khắc nghiệt cuộc sống quân sự hàng ngày.
Waffenfarbe là một yếu tố quan trọng trong thiết kế miếng đắp cổ, vì nó chỉ ra binh chủng người lính. Màu sắc này được tích hợp vào thiết kế miếng đắp cổ, thông qua dải giữa trên các miếng đắp lễ phục hoặc như là nền có thể thấy được trong đồng phục chiến trường và phục vụ. Mỗi binh chủng Quân đội Đức có màu sắc đặc trưng riêng, giúp dễ dàng xác định vai trò và đơn vị người lính ngay lập tức.

#### Thiết kế phổ thông năm 1938

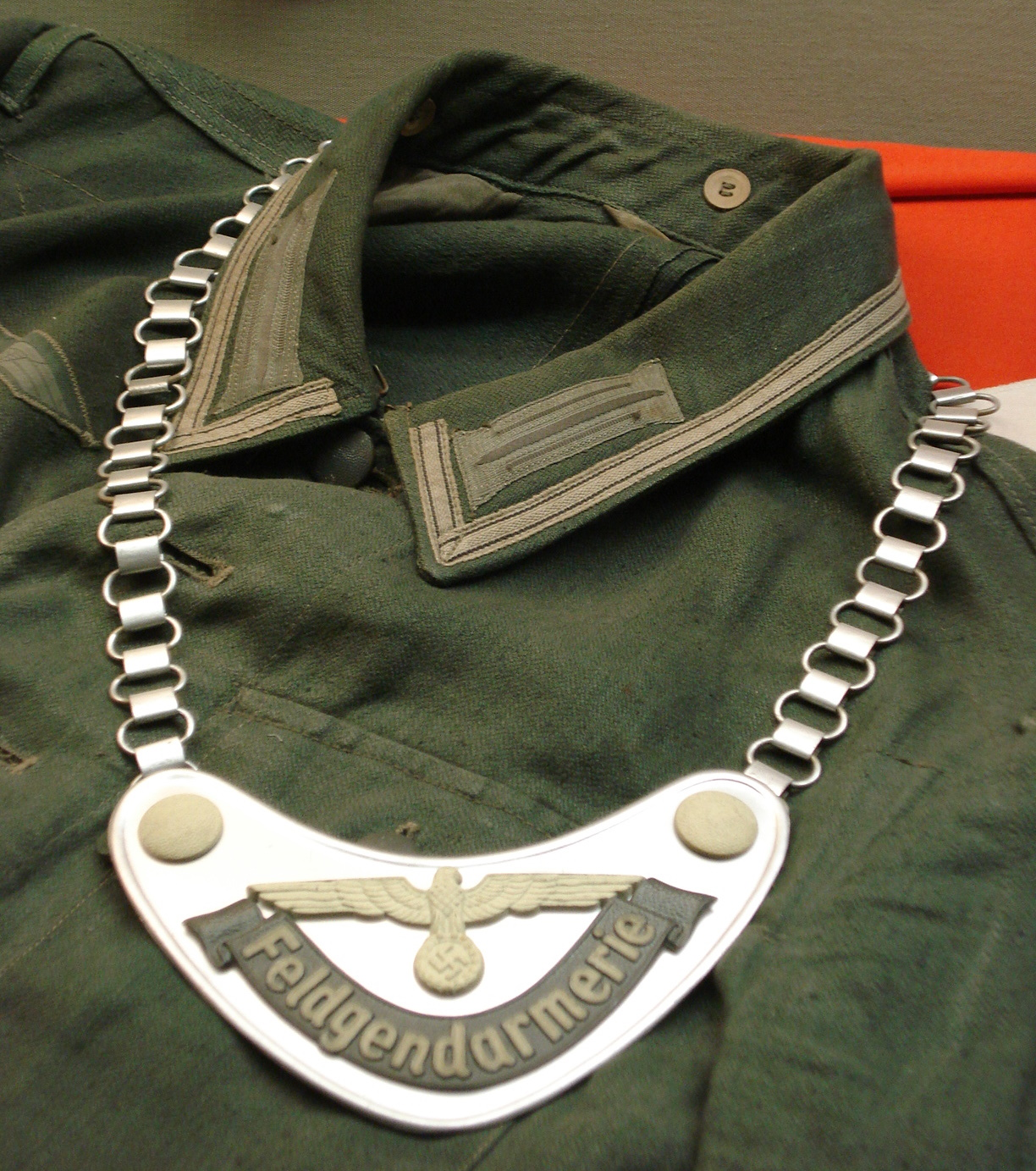
Miếng vá cổ áo, NCO-Tressen và vòng cổ, năm 1940.

Trước năm 1938 Heer phát triển nhanh đồng thời phát hiện ra một số điểm không thực tế, đối với đồng phục nhập ngũ, đã sản xuất và lưu trữ vô số miếng vá cổ áo nhiều quân chủng Waffenfarben đồng thời còn phải được may vá và thường xuyên thay đổi thợ may. Vì vậy, miếng vá cổ áo phổ thông mới được giới thiệu với Litzenspiegel và Mittelstreifen thêu chỉ xanh đen để hợp miếng vá đệm, và mà có thể được sản xuất tại nhà máy; nên đã được sử dụng trên dây vai, chỉ cần cài khuy trên và dễ dàng thay đổi.
Với thời chiến biến để hạ thấp khả năng nhìn thấy huy hiệu miếng vá cổ áo đã được may làm mờ bằng màu đen xám với sọc xám, lúc đầu may vá vào miếng vá cổ áo xanh như trước đây nhưng sau may trực tiếp lên cổ áo, bắt đầu vào năm 1940 thành màu feldgrau (xám xanh) như quân phục; miếng vá cổ áo xám không bao giờ được tạo ra. Binh lính ưa thích miếng vá xanh (và cổ áo) nếu họ có hoặc có thể mua chúng, đặc biệt là trên đồng phục "sạch" khi đi ra ngoài; và các cựu chiến binh phục vụ lâu dài đã tự hào đặc biệt với phiên bản trước năm 38.
Ngược lại, miếng vá cổ áo quân phục của sĩ quan không hề thay đổi. Trong khi hầu hết các sĩ quan ở tiền tuyến đều mặc đồng phục nhập ngũ theo quy định của thời chiến, nhiều người đã chọn để có các miếng vá cổ áo màu xanh lá cây và bạc thay vì các phiên bản nhà máy.

Trên đồng phục nhiệt đới màu ô liu, các miếng vá cổ áo được nhuộm bằng màu xanh xám Litzenspiegel cho tất cả nhân viên; sĩ quan đôi khi thêm các bản vá cổ áo màu xanh lá cây. Cổ áo binh sĩ nhiệt đới Tressen có màu nâu đồng, hoặc đôi khi màu ô liu.

#### Quân phục Thiết giáp cơ giới
Một ngoại lệ chính đối với việc đeo Litzen là "áo khoác panzer" (tiếng Đức: Panzerjacke), áo khoác được sử dụng bởi các lực lượng xe tăng và xe thiết giáp. Khi Panzertruppe được thành lập vào năm 1935, họ đã được cấp quân phục màu đen đặc biệt và một huy hiệu Totenkopf hoặc Đầu lâu Tử thần, phù hiệu trước đây đã được sử dụng bởi quân đoàn xe tăng Đế chế và lực lượng kỵ binh khác. Đầu lâu được thiết kế trắng hợp kim được cài gắn vào Kragenpatten màu đen có viền Waffenfarbe (màu quân đoàn).
Giữa những năm 1940 các đội pháo tấn công (Sturmgeschützen) đã nhận được một bộ quân phục riêng, giống hệt với Panzerjacke nhưng màu xám chiến trường tiêu chuẩn, thì lực lượng này có màu đỏ. Trong suốt cuộc chiến, một loạt các quy định khó hiểu và thay đổi đã chi phối quân phục và phù hiệu cho pháo tấn công, tăng hủy diệt, xe bọc thép và súng tự hành (SPG). Tùy thuộc vào đơn vị và ngày có thể cấp phép áo khoác có màu đen hoặc xám hoặc Feldbluse tiêu chuẩn, và trên áo khoác "pháo tấn công" màu xám, các miếng vá cổ áo quy định có thể có hộp sọ màu đen hoặc màu xám, Litzen hoặc không có biểu tượng nào cả. Kết quả trong thực tế là hỗn loạn; hình ảnh thời chiến cho thấy sự pha trộn giữa đồng phục và phù hiệu không chỉ mặc trong cùng một tiểu đoàn, mà ngay cả trong cùng một chiếc xe.
Chính thức cả hai màu của áo khoác panzer làm việc và chiến trường được sử dụng duy nhất trong hoặc quanh phương tiện; sự điều chỉnh bỏ qua sự phổ thông. Panzertruppen đã được cấp đồng phục tiêu chuẩn cho lễ phục và ở bên ngoài nhưng hiếm khi mặc chúng, họ thích áo khoác độc đáo của họ.

Tại Bắc Phi, binh lính thiết giáp cơ giới sử dụng quân phục nhiệt đới như là nhánh khác, bao gồm vá cổ áo; một vài lính tăng còn ghim huy hiệu Totenkopf lên ve áo.

#### Trung đoàn Bộ binh "Großdeutschland"

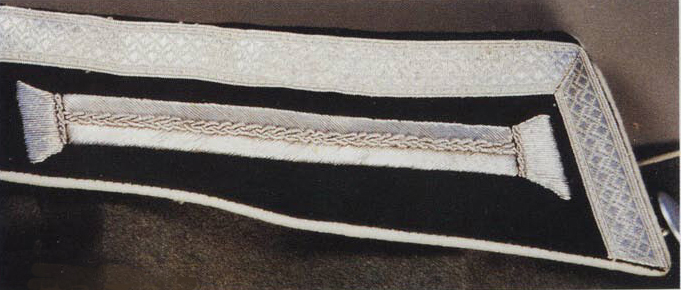
Vá cổ áo binh lính Tressen của T.B. "Großdeutschland"

Trong tháng 6/1939, Wehrmacht Heer muốn tái gắn bó với truyền thống Quân đội cũ bằng việc giới thiệu quân phục mới cho đơn vị ưu tú: Wachregiment "Berlin" đổi tên thành Trung đoàn Bộ binh "Großdeutschland". Quân phục mới của T.B. "Großdeutschland" có một miếng vá cổ áoLitzenspiegel duy nhất cho binh lính và hai cho tân tuyển. duy nhất cho NCOs và hai cho nhập ngũ. Mặc dù được trình bày trước báo giới, bộ quân phục mới này không được cung cấp cho đơn vị do sự bùng nổ của Thế chiến II và được đặt trong kho lưu trữ.

#### Sĩ quan Quân đoàn Tổng tham mưu

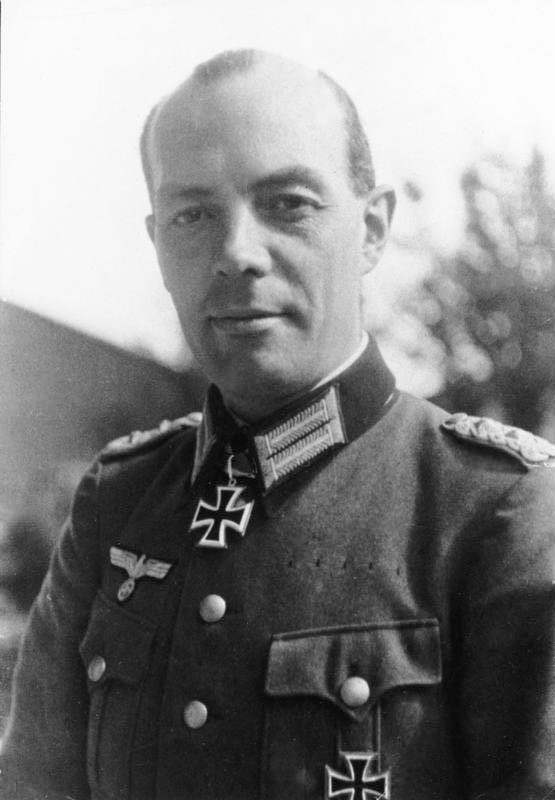
Rudolf Christoph Freiherr von Gersdorff là Oberst im Generalstab.

Generalstaboffiziere là các sĩ quan được lựa chọn và huấn luyện đặc biệt đại diện cho Bộ Tổng tham mưu Đức trong cả hai chức năng chỉ huy và tham mưu. Cấp bậc từ Hauptmann im Generalstab (đại úy) cho đến Oberst i.G. (đại tá). Trước năm 1939, tất cả tốt nghiệp Học viện Quân sự Kriegsakademie. Được chia thành Ia (tham mưu trưởng chiếm trường) hoặc Ib (chủ huy hậu phương). Trong cấp bậc cao hơn, bộ phận tình báo và huấn luyện tham mưu hầu hết là các sĩ quan Bộ Tổng tham mưu. Các sĩ quan Bộ Tổng tham mưu có Litzen đặc biệt riêng được gọi là alt-Preußische (Phổ cũ), hoặc Kolbenstickerei ("thêu rãnh"). Họ có thể lựa chọn miếng vá đỏ Kragenpatten hoặc bản vá cổ áo màu xanh lá cây; màu Litzenspiegel không quan trọng. Các sĩ quan Bộ Tổng tham mưu được bổ nhiệm bởi tổng hành dinh tối cao (Reichskriegs Managederium, sau này là OKH và OKW), Kriegsakademie và các tùy viên quân sự được phân biệt rõ hơn bằng màu vàng chứ không phải là màu bạc. Những Generalstaboffiziere này được gọi là "des Generalstabs", Oberst d.G., v.v... Litzen vàng đặc biệt đã bị bãi bỏ vào tháng 11 năm 1942. Chỉ có các tùy viên quân sự đang ở chức vụ hiện tại mới được giữ Litzen. Führer muốn có sự kết hợp chặt chẽ hơn giữa chiến trường và OKW và OKH.
Ngoài các vá cổ áo, các Sĩ quan Bộ Tổng tham mưu mặc quần sọc, có thiết kế giống như tướng quân nhưng là đỏ tươi.

#### Tướng

Đường lượn ngày nay.

Từ năm 1900 cấp tướng Phổ được cấp miếng vá cổ áo đặc biệt được gọi là alt-Larisch, lần đầu được sử dụng trong thế kỷ 18 bởi Trung đoàn Bộ binh số 26 (älterer von Larisch); Reichsheer và Wehrmacht tiếp tục kế thừa. Những thừ này thi thoảng được gọi là Arabesken (đường lượn), được thêu bằng vàng hoặc vàng tổng hợp Celleon trên nền Hochrot (đỏ tươi). Nguyên soái đeo Arabesken như cấp tướng cho đến tháng 4 năm 1941, khi một biến thể dài hơn với ba thay vì hai lần lặp lại của mẫu lặp lại, với tổng số sáu "nhánh".. Trong một số trường hợp, Tướng soái không thay thế các vạt cấp tướng, hoặc chỉ làm như vậy trên lễ phục. Sĩ quan cấp tướng của Lực lượng Phục dịch Đặc biệt (Truppensonderdienst — TDS) và của nghề nghiệp đặc biệt (y, thú y, quân nhu, và bố trí cơ động) sử dunng phù hiệu đến tháng 4/1944, sau đó đổi Kragenpatten với alt-Larisch với màu tương ứng của Waffenfarbe:
- xanh trắng – TDS dân sự;
- xanh ngô – y dược;
- cam – quân nhu; (Trước 6/1944 Waffenfarbe màu đỏ tươi.)
- hồng – thiết giáp;
- đỏ son – thú y;
- đỏ vang – TDS quân pháp.

Trong tháng 10/1944, thời kỳ thay đổi màu đỏ tươi cho cấp Tướng đã được kéo dài với thời gian không xác định.
Những vá cổ áo đường lượn vẫn được sử dụng trong sĩ quan cấp tướng của Bundeswehr ngày nay.

##### Chỉ huy danh dự

Kragenpatte & Epaulette của von Rundstedt

Theo truyền thống trong Lục quân Đức có từ thế kỷ 18, khi nghỉ hưu, các sĩ quan cấp tướng thường được trao danh hiệu Chef (Chỉ huy) danh dự của một trung đoàn, tương tự danh hiệu Đại tá danh dự của Lục quân Anh. Những vị chef danh dự này sẽ mặt áo vest mang cấp hiệu tướng, nhưng lại sử dụng phù hiệu của sĩ quan trung đoàn, bao gồm cả Litzen. Như trường hợp của Thống chế Gerd von Rundstedt, Chef của Trung đoàn Bộ binh số 18 (18. Infanterie-Regiment), bộ quân phục chef ông là quân phục sĩ quan cấp trung đoàn, với số 18 lớn trên cấp hiệu cầu vai cấp tướng, với mảnh tiếng của sĩ quan thường thay vì loại của cấp tướng.
Vị chef đầu tiên của Heer là Đại tướng Hans von Seeckt, Tổng tư lệnh Lục quân, được Hitler bổ nhiệm làm Chef của Trung đoàn Bộ binh số 67 vào tháng 4 năm 1936, nhân dịp sinh nhật 70 tuổi, chỉ vài tháng trước khi ông mất. Có bảy tướng lĩnh được phong Chef, gồm: Seeckt và Rundstedt; Thượng tướng Bộ binh Ritter von Epp (Chef của Trugn đoàn Bộ binh số 61 tại Munich); Thống chế von Mackensen (Chef của Trung đoàn Kỵ binh số 5 tại Stolp); Đại tướng von Fritsch (Chef của Trung đoàn Pháo binh số 12 tại Schwerin); và Thống chế  von Böhm-Ermolli (Chef của Trung đoàn Bộ binh số 28 tại Troppau). Thống chế von Blomberg từng được bổ nhiệm Chef của Trung đoàn Bộ binh số 73 và số 73 lớn đã được thêu lên cầu vai cấp hiệu của ông, nhưng chỉ đến ngày 4 tháng 2 năm 1938, ông bị cắt chức và bị xóa hỏi danh sách này.

### Quai vai (Schulterklappen) và quân hàm (Schulterstücke)

#### Binh sĩ

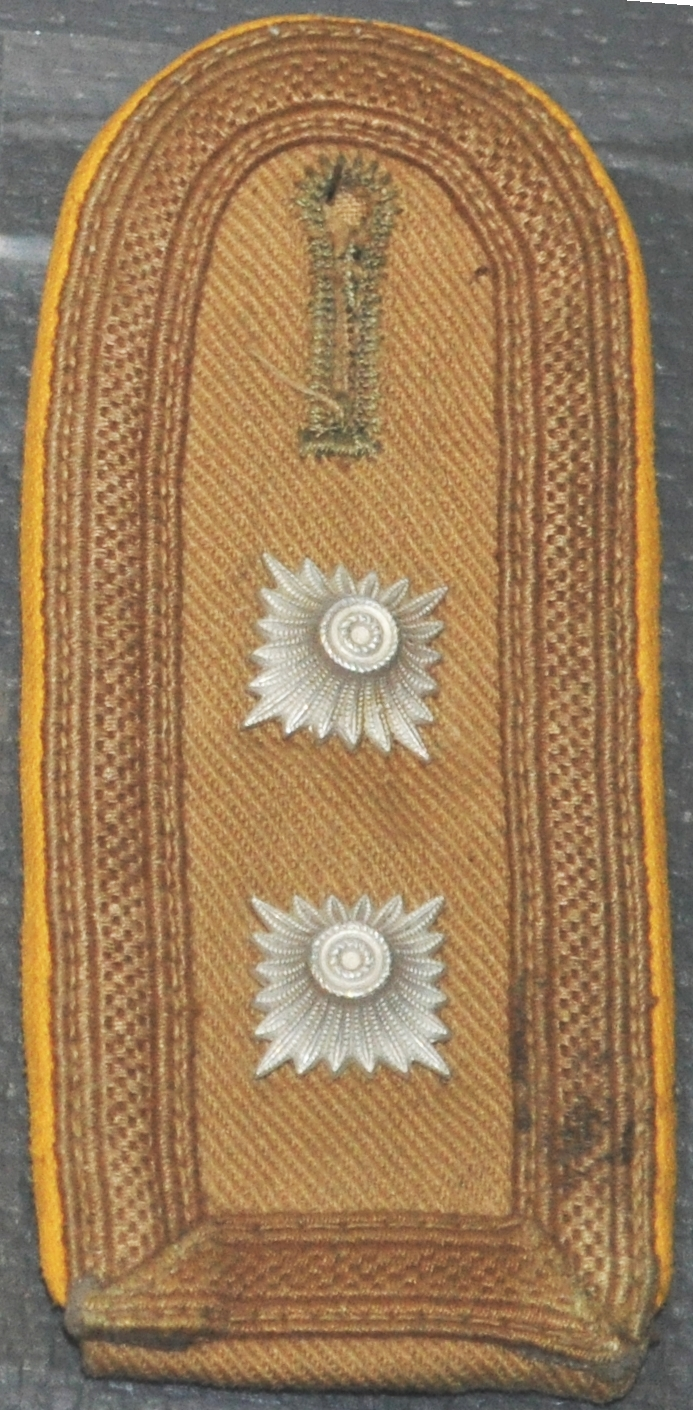
Kỵ binh Oberwachtmeister, nhiệt đới

Quai vai Reichsheer rất đơn giản trong Thế chiến I, làm bằng màu feldgrau có đầu nhọn hoặc "tam giác". Trong tháng 12/1934 vật liệu được thay đổi thành màu xám (Abzeichentuch) và tháng 9/1935 thay đổi thành màu xanh tối (flaschengrün). Phiên bản đầu tiên không được uốn cong như các phiên bản Waffenfarbe sau này.
Năn 1938, loại bỏ đồng thời vá cổ áo quân phục chiến trường Waffenfarbe, quân hàm được ban hành. Phiên bản thứ hai được thiết kế đầu tròn, và có viền len bao quanh ba mặt quân hàm Waffenfarbe (sau là vải tơ). Phiên bản này sử dụng đến cuối giai đoạn chiến tranh, mặc dù đến năm 1940 được sản xuất với màu xám, và các phiẻn bản thông thường cũng được thay thế như quân phục Panzer (đen), quân phục nhiệt đới (vải màu ô liu) và quân phục mùa hè Heer (lục dệt chéo). Schulterklappen không được sử dụng trên quân phục dã chiến, nên quân hàm được đeo trên áo choàng ngụy trang và áo parkas. Đối với thủy thủ (Mannschaften), phù hiệu cấp bậc được đeo trên tay áo trái. Tuy nhiên, cầu vai thường để nhận dạng đơn vị người đeo (thường là trung đoàn hoặc tiểu đoàn độc lập) cùng với nhánh phụ nếu có, thêu máy với màu quân chủng. Ví dụ, một Schulterklappe với đường viền màu hồng và có số "4" thì đây là trung đoàn Panzer số 4; nhưng nếu nó mang màu hồng và số "4" và chữ "A" thì đây là tiểu đoàn trinh sát bọc thép 4 (Aufklärungs). Quân đội Đức đã sử dụng rất nhiều chữ viết tắt Latinh, chữ cái Gothic, chữ số ả Rập, chữ số La Mã và các biểu tượng để chỉ định tất cả các chi nhánh dịch vụ khác nhau và thành lập. Trước khi chiến tranh, các nút vai được dập nổi với số lượng người mặc rất lớn, sau đó đã bị ngừng lại "một thời gian."
Bắt đầu vào tháng 1 năm 1940, quân hàm loại bỏ phù hiệu đơn vị như một biện pháp bảo mật và thay vào đó vòng vải có thể tháo rời. Vào tháng 5 năm 1944, waffenfarbe đổi sang màu xám nhạt.

#### Hạ sĩ quan

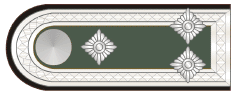
Stabsfeldwebel kỹ thuật

Hạ sĩ quan (tiếng Đức: Unteroffiziere) đeo phù hiệu cấp bậc trên quân hàm, bao gồm các ngôi sao cấp bậc bằng kim loại màu trắng và viền. Một quân hàm của Unteroffizier's có viền Tresse ở ba cạnh và của Unterfeldwebel's ở cả bốn mặt. Hạ sĩ quan cấp cao (Unteroffiziere mit Portepee) được thêm một đến ba sao; ngoài ra, nhận dạng đơn vị có dạng phù hiệu kim loại trắng chứ không phải hình thêu.
Dây đeo vai được sản xuất với chiều rộng tiêu chuẩn (4.5 cm, 1¾") và rộng hơn cho các số đơn vị (5.3 cm, 2"), và có ba chiều dài tùy thuộc vào kích thước của người mặc. Ngoài ra còn có một kích thước cực lớn cho áo khoác ngoài (Mantel).

#### Sĩ quan
Quân hàm các sĩ quan được làm từ bện "Nga", một đường ống đôi bằng sợi nhôm. Các sĩ quan cấp úy (Leutnant thông qua Hauptmann/Rittmeister) mặc những chiếc quân hàm được xây dựng bằng cách quấn hai dây tết có độ dài cạnh nhau quanh lỗ thùa và phía sau, tạo ra sự xuất hiện của tám sợi dây song song; toàn bộ đã được khâu vào một lớp lót (Unterlagen) của huy hiệu vải Waffenfarbe. Cho đến năm 1938 lớp lót có cùng kích thước bên ngoài với dây tết và chỉ có cạnh trên có thể nhìn thấy được, và chỉ hiển thị cạnh trên; trong năm đó, lớp lót được làm rộng hơn, để tạo ấn tượng về đường viền có cạnh giống như dây đeo vai thời nhập ngũ. Xếp hạng được biểu thị bằng không đến hai ngôi sao kim loại mạ vàng; ký hiệu đơn vị cũng bằng kim loại mạ vàng.
Sĩ quan tham mưu (cấp tá) (Stabsoffizier) được làm bằng cách tết dây khổ rộng gấp đôi của Nga và vòng chúng lại để tạo thành một lỗ thùa, được khâu vào lớp lót Waffenfarbe ; thứ hạng lại được hiển thị bằng 0 đến 2 sao mạ vàng.
Khi chiến tranh bắt đầu, tết nhôm xám mờ xuất hiện, nhưng nhôm sáng vẫn tiếp tục được sử dụng.

#### Tướng
Wehrmacht (Heer):

Quân hàm cấp tướng,

- 1 Generalfeldmarschall (Quân hàm từ tháng 4 năm 1941)
- 2 Generalfeldmarschall (Quân hàm trước tháng 4 năm 1941)
- 3 Generaloberst
- 4 General der
- 5 Generalleutnant
- 6 Generalmajor

Quân hàm của các tướng lĩnh được xây dựng tương tự như quân hàm của các sĩ quan cấp tá, nhưng bao gồm một dải bạc dài của Nga bện giữa hai sợi dây bện bằng vàng thỏi hoặc Celleon. Vì sự kết hợp kết quả là rộng hơn, cầu vai của cấp tướng được tết thành bốn 'vòng' thay vì năm. Các nút của chúng được mạ vàng, và cấp bậc được biểu thị bằng 0 đến 3 ngôi sao cấp bậc bạc, hoặc dùi cui chéo trong trường hợp thống chế. Lớp dưới là màu đỏ tươi, ngoại trừ (từ năm 1944) đối với các tướng lĩnh tham mưu quân đoàn, những người được hướng dẫn mặc Waffenfarbe thay thế.
Vào tháng 4 năm 1941, quân hàm Generalfeldmarschall được thay đổi để kết hợp dây vàng trung tâm thay vì bạc.
Các đại tá mặc quân phục đó đeo quân hàm bằng vàng của các tướng lĩnh được khảm bằng Waffenfarbe của trung đoàn chứ không phải màu đỏ tươi; GFM von Rundstedt đôi khi chỉ cần ghim những chiếc dùi cui chéo của mình vào những chiếc quân hàm một đại tá bộ binh.

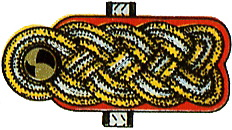
Quân hàm Generalmajor ret. với dây bạc ở giữa

### Huy hiệu khác

#### Huy hiệu vải bông
Trong mùa đông năm 1938, một số cấp bậc nhất định đã được cấp phù hiệu cho người mặc đồng phục vải bông (tiếng Đức: Drillichrock).
| Drillichrock | Drillichrock | Drillichrock  | Drillichrock | Drillichrock  | Drillichrock   | Drillichrock   |
| ------------ | ------------ | ------------- | ------------ | ------------- | -------------- | -------------- |
|              |              |               |              |               |                |                |
| Oberschütze  | Gefreiter    | Unteroffizier | Feldwebel    | Oberfeldwebel | Stabsfeldwebel | Hauptfeldwebel |

#### Huy hiệu áo choàng/parka

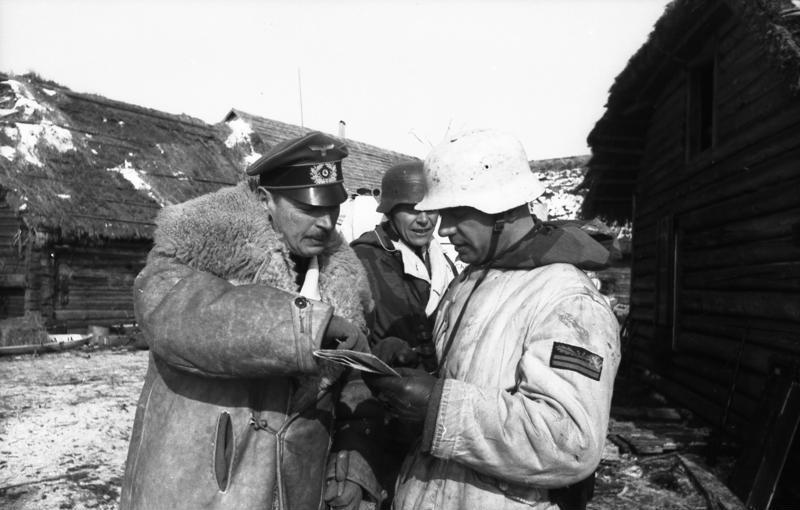
Huy hiệu Oberleutnant

Khi mặc đồng phục không mặc quần áo dài, chẳng hạn như áo khoác, áo khoác parka và áo gió vùng núi; thay vào đó, các tướng lĩnh, sĩ quan và NCO đã đeo phù hiệu cấp bậc trên tay áo. Chúng được tạo thành từ các thanh và lá sồi và được thiết lập vào cuối mùa hè năm 1942. Các cấp bậc được sử dụng bởi quân đội và Waffen-SS. Đến năm 1943, các cấp bậc cũng được thiết lập cho Wehrmachtbeamte và Sonderführer.

### Quả tua
Được giới thiệu lần đầu tiên trong quân đội Phổ vào năm 1808, các tua màu bên hông vũ khí được sử dụng như một phần trang trí của thiết bị và để phân biệt giữa các đại đội trong một trung đoàn. Các thứ hạng dưới Fänrich được ban hành Troddel hoặc Faustriemen tùy thuộc vào đơn vị. Troddel được sử dụng bởi bộ binh, pháo binh, lính tiên phong, pháo hiệu, chống tăng và quân tiếp tế. Trong khi Faustriemen được sử dụng bởi quân đội kỵ binh và súng trường. Ngoài ra, một số đơn vị sẽ đeo tua danh dự bằng da thuộc màu đỏ của Nga, để biểu thị mối quan hệ của họ với Đội cận vệ Grenadier Trung đoàn số 1 (Phổ). Unteroffiziere mit Portepee đeo tua độc lập với đại đội của mình.

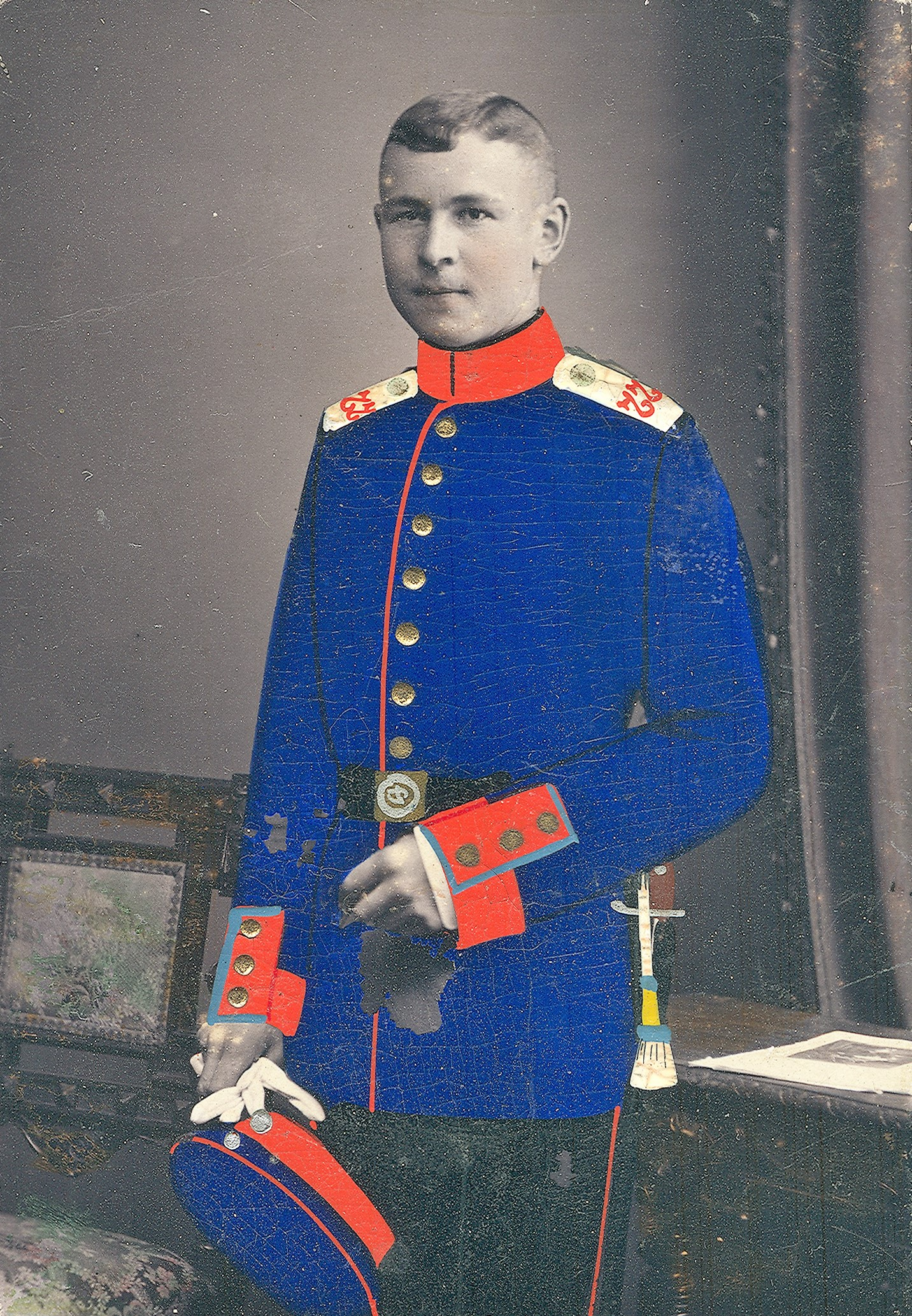
Quả tua được gắn với kiếm

Các tua được hiển thị bên dưới, trong đó các chữ số Ả Rập đề cập đến đại đội/khẩu đội/phi đội:
|                                                                                      | Troddel     | Troddel | Troddel | Troddel | Troddel | Troddel | Troddel | Troddel | Troddel | Troddel | Troddel | Troddel | Troddel | Troddel | Troddel | Troddel | Troddel |
| ------------------------------------------------------------------------------------ | ----------- | ------- | ------- | ------- | ------- | ------- | ------- | ------- | ------- | ------- | ------- | ------- | ------- | ------- | ------- | ------- | ------- |
|                                                                                      |             |         |         |         |         |         |         |         |         |         |         |         |         |         |         |         |         |
| Bộ binh                                                                              | Tham mưu    | I       | 1       | 2       | 3       | 4       |         | II      | 5       | 6       | 7       | 8       |         | III     | 9       | 10      | 11      |
| Pháo binh                                                                            |             |         | 1       | 2       | 3       |         |         |         | 4       | 5       | 6       |         |         |         | 7       | 8       | 9       |
| Pháo ngựa & Pháo binh                                                                |             |         | 1       | 2       | 3       |         |         |         | 4       | 5       | 6       |         |         |         |         |         |         |
| Súng trường                                                                          |             |         | 1       | 2       | 3       | 4       | 5       |         | 6       | 7       | 8       | 9       | 10      |         |         |         |         |
|                                                                                      | Troddel     |         |         |         |         |         |         |         |         |         |         |         |         |         |         |         |         |
|                                                                                      |             |         |         |         |         |         |         |         |         |         |         |         |         |         |         |         |         |
| Bộ binh                                                                              | 12          | IV      | 13      | 14      | 15      | 16      | 17      | V       | 18      | 19      | 20      | E       | 9t      | 10t     | 11t     | 12t     | NCO     |
|                                                                                      | Faustriemen |         |         |         |         |         |         |         |         |         |         |         |         |         |         |         |         |
|                                                                                      |             |         |         |         |         |         |         |         |         |         |         |         |         |         |         |         |         |
| Kị binh& Súng trường                                                                 | Tham mưu    | I       | 1       | 2       | 3       | 4       | 5       | II      | 6       | 7       | 8       | 9       | 10      | III     | 11      |         |         |
| Pháo ngựa, Cơ giới & Thiết giáp                                                      |             |         | 1       | 2       | 3       |         |         |         | 4       | 5       | 6       |         |         |         | 7       | 8       | 9       |
| Chữ số La Mã: Tham mưu Tiểu đoàn t: nút danh dự (Erinnerungstroddeln) E: Đại đội phụ |             |         |         |         |         |         |         |         |         |         |         |         |         |         |         |         |         |

## Quân hàm phù hiệu

### Bảng quân hàm

#### Binh sĩ (Mannschaften)

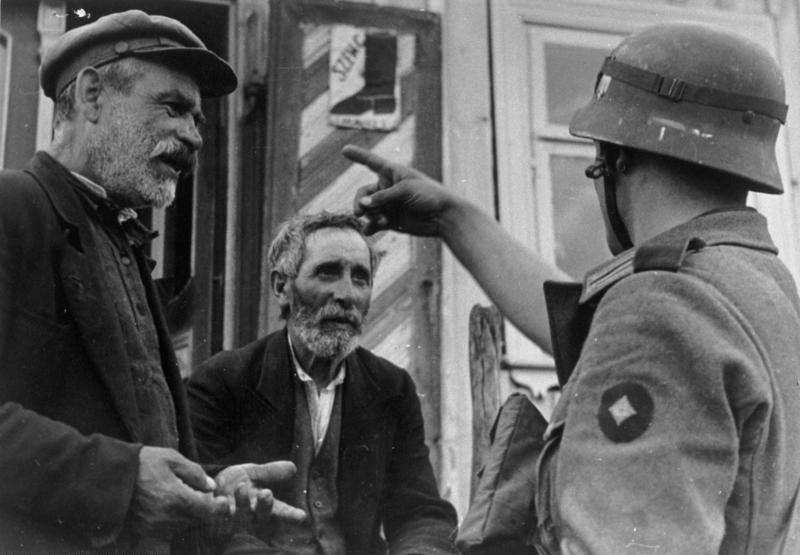
Phù hiệu Obersoldat.

| Quân hàm | Quân hàm | Cấp bậc                           | Dịch                       | Tương đương gần đúng trong Chiến tranh thế giới thứ hai | Tương đương gần đúng trong Chiến tranh thế giới thứ hai | Ghi chú |
| Cầu vai  | Tay áo   | Cấp bậc                           | Dịch                       | Anh                                                     | Hoa Kỳ                                                  | Ghi chú |
| -------- | -------- | --------------------------------- | -------------------------- | ------------------------------------------------------- | ------------------------------------------------------- | --- |
|          | —        | Soldat                            | Binh                       | Binh nhì                                                | Binh nhì                                                | Soldat là thuật ngữ chung; cho các cấp bậc thực tế bên dưới. Nó có thể được thẳng cấp trực tiếp lên Gefreiter. |
|          | —        | Soldat (Unteroffizieranwärter UA) | Binh (Học viên hạ sĩ quan) | Hạ sĩ quan dự bị                                        |                                                         | Người lính được chọn hoặc theo học Unteroffizierschule (trường hạ sĩ quan (NCO)); có thể thuộc bất kỳ cấp bậc nào từ Soldat đến Stabsgefreiter. |
|          | —        | Soldat (Offiziersanwärter OA)     | Binh (Học viên sĩ quan)    | Sĩ quan dự bị hạng 2                                    |                                                         | Xem thêm bên dưới |
|          |          | Obersoldat (từ 1936)              | Thượng binh                | Thượng binh                                             | Binh nhất                                               | Obersoldat là thuật ngữ chung; cho các cấp bậc thực tế, xem bên dưới. Tự động sau 12 (6) tháng được thăng cấp lên Gefreiter. |
|          |          | Gefreiter                         | "Miễn"                     | Binh nhất                                               | Quyền hạ sĩ                                             | Trong lịch sử trong quân đội Đức, một Gefreiter là một người lính dày dặn kinh nghiệm, người có thâm niên được miễn các nhiệm vụ nặng nề hơn. |
|          |          | Gefreiter (Offiziersanwärter OA)  | "Miễn" (Học viên sĩ quan)  | Sĩ quan dự bị hạng nhất                                 |                                                         | Xem bên dưới |
|          |          | Obergefreiter                     | Thượng "Miễn"              | Binh nhất                                               | Hạ sĩ                                                   | Phù hiệu trên tay áo thứ hai cho biết 6 năm phục vụ. |
|          |          | Stabsgefreiter (từ 1942)          | Tham mưu "Miễn"            | Binh nhất                                               | Hạ sĩ hành chính                                        | Cấp bậc này thường được tín nhiệm với các vị trí trong cung cấp thực phẩm và nhiệm vụ hậu cần. Trong những năm cuối của Chiến tranh thế giới thứ hai Stabsgefreiters thường được sử dụng làm thủ lĩnh nhóm Gruppenführer do thiếu Unteroffiziere (NCOs). Việc thăng hạng lên cấp bậc này đã bị đình chỉ vào năm 1934, mặc dù các Stabsgefreiters hiện có vẫn giữ nó; được tiếp tục lại từ năm 1942. |

#### Hạ sĩ quan (Unteroffiziere)
| Quân hàm                                           | Quân hàm                                           | Cấp bậc                                                | Dịch                                               | Tương đương gần đúng trong Chiến tranh thế giới thứ hai | Tương đương gần đúng trong Chiến tranh thế giới thứ hai                        | Ghi chú |
| Cầu vai                                            | Tay áo                                             | Cấp bậc                                                | Dịch                                               | Anh                                                     | Hoa Kỳ                                                                         | Ghi chú |
| Unteroffiziere ohne Portepee (Hạ sĩ quan bậc dưới) | Unteroffiziere ohne Portepee (Hạ sĩ quan bậc dưới) | Unteroffiziere ohne Portepee (Hạ sĩ quan bậc dưới)     | Unteroffiziere ohne Portepee (Hạ sĩ quan bậc dưới) | Unteroffiziere ohne Portepee (Hạ sĩ quan bậc dưới)      | Unteroffiziere ohne Portepee (Hạ sĩ quan bậc dưới)                             | Unteroffiziere ohne Portepee (Hạ sĩ quan bậc dưới) |
| -------------------------------------------------- | -------------------------------------------------- | ------------------------------------------------------ | -------------------------------------------------- | ------------------------------------------------------- | ------------------------------------------------------------------------------ | --- |
|                                                    |                                                    | Unteroffizier Oberjäger (Bộ binh hạng nhẹ và sơn cước) | Hạ-sĩ quan Kị binh cao cấp                         | Hạ sĩ                                                   | Trung sĩ                                                                       | Ban đầu chỉ khi hoàn thành trường Hạ sĩ quan (NCO); sau đó cũng được thăng hạng tự động cho quyền lãnh đạo đội với 4 tháng kinh nghiệm chiến đấu. Có thể được nâng cấp trực tiếp đến Feldwebel / Wachtmeister. |
|                                                    | Fahnenjunker-Unteroffizier (Offiziersanwärter OA)  | Kỳ binh (với cấp Hạ-sĩ quan)                           | Hạ sĩ quan dự khuyết                               |                                                         | Quân hàm unteroffizier, bổ sung thêm hai dải bạc                               | |
|                                                    |                                                    | Unterfeldwebel Unterwachtmeister                       | Hạ sĩ                                              | Trung sĩ                                                | Trung sĩ tham mưu                                                              | Được gọi là Sergeant đến năm 1921. Tự động sau 6 năm phục vụ và 3 năm làm Unteroffizier được thăng cấp Feldwebel / Wachtmeister.                                                                               |
|                                                    | Fahnenjunker-Unterfeldwebel (Offiziersanwärter OA) | Kỳ binh (với cấp Hạ sĩ)                                | Trung sĩ quan dự bị                                | Sĩ quan tập sự                                          | Quân hàm Unterfeldwebel bổ sung với hai dải bạc                                | |
| Unteroffiziere mit Portepee (Hạ sĩ quan bậc trên)  |                                                    |                                                        |                                                    |                                                         |                                                                                | |
|                                                    |                                                    | Feldwebel Wachtmeister                                 | Trung sĩ Cảnh quan                                 | Trung sĩ tham mưu                                       | Trung sĩ kỹ thuật                                                              | Từ giữa chiến tranh, tự động thăng cấp cho quyền trung đội trưởng với 4 tháng kinh nghiệm chiến đấu. |
|                                                    | Fahnenjunker-Feldwebel (Offiziersanwärter OA)      | Kỳ binh (với cấp bậc Trung sĩ)                         | Sĩ quan dự bị                                      |                                                         | Quân hàm Feldwebel bổ sung với hai dải bạc                                     | |
|                                                    |                                                    | Oberfeldwebel Oberwachtmeister                         | Thượng sĩ Cảnh quan trưởng                         | Thượng sĩ cố vấn                                        | Thượng sĩ                                                                      | Hauptfeldwebel (Thượng sĩ nhất/Thượng sĩ Cố vấn Chỉ huy trưởng) thông thường thuộc cấp này. |
|                                                    | Fahnenjunker-Oberfeldwebel (Offiziersanwärter OA)  | Kỳ binh (với cấp bậc Thượng sĩ)                        | Sĩ quan dự bị                                      |                                                         | Quân hàm Oberfeldwebel (bổ sung thêm hai dải bạc), mặc với quân phục sĩ quan   | |
|                                                    |                                                    | Stabsfeldwebel Stabswachtmeister                       | Thượng sĩ tham mưu Cảnh quan tham mưu              | Thượng sĩ Cố vấn Trung đoàn                             | Thượng sĩ Cố vấn                                                               | Hạn chế đối với quân tình nguyện; tự động sau 12 năm phục vụ. Cấp bậc được lập năm 1938. |
|                                                    | Fahnenjunker-Stabsfeldwebel (Offiziersanwärter OA) | Kỳ binh (với cấp bậc Thượng sĩ tham mưu)               | Sĩ quan dự bị                                      |                                                         | Quân hàm Stabsfeldwebel (bổ sung thêm hai dải bạc), mặc với quân phục sĩ quan. | |

Hauptfeldwebel/Hauptwachtmeister: Hauptfeldwebel không phải là một cấp bậc mà là bổ nhiệm: Hạ sĩ quan hành chính và tập hợp của một đại đội và trợ lý hậu cần của chỉ huy. Do đó, gần giống với một Thượng sĩ Cố vấn Đại đội hoặc Thượng sĩ nhất, mặc dù nhiệm vụ thường không liên quan đến lãnh đạo chiến đấu. Der Spieß hoặc die Mutter der Kompanie, như cách gọi không nhất, thiết phải là cấp bậc Unteroffizier trong đại đội, đặc biệt là vì thường hai trung đội được chỉ huy bởi các hạ sĩ quan cấp cao hơn là sĩ quan. Tuy nhiên Hauptfeldwebel phải là cấp bậc Portepee; hạ sĩ quan bậc dưới đảm nhận vai trò là một Hauptfeldwebeldiensttuer, "một người đang làm nhiệm vụ Hauptfeldwebel."

Hauptfeldwebel "vòng piston"

Quân hàm cho một Hauptfeldwebel là một cặp hạ sĩ quan Tressen bao quanh một viền áo, còn gọi là "vòng piston;" mang một Meldetasche bằng da hoặc hộp báo cáo nhét vào phía trước áo dài.

#### Hạ sĩ quan cấp đặc biệt
Trong bậc hạ sĩ quan cấp đặc biệt có hai loại, cấp bậc trên Stabsfeldwebel: Kỹ sư công sự (Festungspioniere) và Thợ đóng móng ngựa (Hufbeschlagschmieder). Họ là những hạ sĩ quan thực tế có quyền chỉ huy, không phải Heeresbeamten (công chức Quân đội mặc đồng phục). Không có tương đương trong quân hàm Anh và Hoa Kỳ, có lẽ gần tương đương với Chuẩn úy. 
| Quân hàm | Cấp bậc                                            | Dịch                                |
| -------- | -------------------------------------------------- | ----------------------------------- |
|          | Festungswerkmeister Hufbeschlaglehrmeister         | Kỹ sư công sự Thợ rèn bậc trưởng    |
|          | Festungsoberwerkmeister Oberhufbeschlaglehrmeister | Kỹ sư công sự nhất Thợ rèn bậc nhất |

Đeo quân hàm được bện theo một hoa văn độc đáo, màu đỏ cam và bạc trên nền đen với chữ "Fp" theo phong cách Gothic dành cho kỹ sư công sự, và vàng-vàng và bạc trên màu đỏ son với thiết bị móng ngựa cho thợ rèn.

#### Hiệu kỳ(học viên sĩ quan)(Fähnriche)
| Từ 1940 | 1940–1941                                                                                | 1942–1945                                                                                | Dịch                                     | Ghi chú                                                                                                 |
| --- | ---------------------------------------------------------------------------------------- | ---------------------------------------------------------------------------------------- | ---------------------------------------- | --- |
| Fahnenjunker | Schütze (Offizier-Bewerber)                                                              | Schütze (Offizier-Bewerber)                                                              | Hộ vệ kỳ Trường binh (Ứng viên sĩ quan)  | Sĩ quan dự bị được đào tạo cơ bản                                                                       |
| Fahnenjunker-Gefreiter | Gefreiter (Offizier-Bewerber)                                                            | Gefreiter (Offizier-Bewerber)                                                            | Hộ vệ kỳ Hạ sĩ thương (Ứng viên sĩ quan) | Sĩ quan dự bị được đào tạo nâng cao với Tập đoàn quân                                                   |
| Fahnenjunker-Unteroffizier Fahnenjunker-Oberjäger | Unteroffizier (Offizier-Anwärter) Oberjäger (Offizier-Anwärter)                          | Fahnenjunker-Unteroffizier Fahnenjunker-Oberjäger                                        | Kỳ binh (với cấp Hạ-sĩ quan)             | Thiếu sinh quân bắt đầu Trường sĩ quan dự bị hoặc học viện chuyên ngành                                 |
| Fähnrich | Feldwebel (Offizier-Anwärter) Wachtmeister (Offizier-Anwärter)                           | Fahnenjunker-Feldwebel Fahnenjunker-Wachtmeister                                         | Thám báo mặt trận (Ứng viên sĩ quan)     | Thiếu sinh quân hoàn thành Trường sĩ quan dự bị hoặc học viện chuyên ngành                              |
| Oberfähnrich Unterarzt (bác sĩ) Unterapotheker (dược sĩ) Unterveterinär (thú y) Oberfähnrich im Ing. Korps (kỹ thuật) Feuerwerker m. b. Offiziersprüfung (Hậu cần) | Oberfähnrich Unterarzt Unterveterinär Unterapotheker Feldingenieur Oberfähnrich (Waffen) | Oberfähnrich Unterarzt Unterapotheker Unterveterinär Feldingenieur Oberfähnrich (Waffen) | Trưởng hiệu                              | Tốt nghiệp với hàm quyền trung úy, hải quân thiếu úy hoặc thiếu úy trước khi được bổ nhiệm làm sĩ quan. |

#### Sĩ quan (Offiziere)
| Quân hàm       | Quân hàm  | Cấp bậc | Dịch | Tương đương gần đúng trong Chiến tranh thế giới thứ hai | Tương đương gần đúng trong Chiến tranh thế giới thứ hai |           |
| Quai vai       | Tay áo    | Cấp bậc | Dịch | Anh                                                     | Hoa Kỳ                                                  |           |
| Leutnante      | Leutnante | Leutnante | Leutnante | Leutnante                                               | Leutnante                                               | Leutnante |
| -------------- | --------- | --- | --- | ------------------------------------------------------- | ------------------------------------------------------- | --------- |
|                |           | Leutnant Assistenzarzt (Y sĩ) Veterinär (Thú y) | Trung úy Bác sĩ Phẫu thuật Bác sĩ Thú y | Thiếu úy                                                | Thiếu úy                                                |           |
|                |           | Oberleutnant Oberarzt (Y sĩ) Oberveterinär (Thú y) | Thượng úy Bác sĩ Phẫu thuật Cấp cao Bác sĩ Thú y Cấp cao | Trung úy                                                | Trung úy                                                |           |
| Hauptleute     |           | | |                                                         |                                                         |           |
|                |           | Hauptmann Rittmeister (kị binh) Stabsarzt (Y sĩ) Stabsveterinär (Thú y) Kriegsrichter (tư pháp trước 1944) Kriegsgerichtsrat im Hauptmannsrang (Tòa án trước 1944) Stabsrichter (Tòa án sau 1944) Heereshilfspfarrer (Tuyên úy) | n.đ. 'Đại úy' Bậc thầy cưỡi ngựa Bác sĩ Phẫu thuật Tham mưu Bác sĩ Thú y Tham mưu Thẩm phán chiến tranh Hội đồng Tòa án Chiến tranh trong Cấp bậc Đại úy Staff Judge Trợ lý Tuyên úy quân đội | Đại úy                                                  | Đại úy                                                  |           |
| Stabsoffiziere |           | | |                                                         |                                                         |           |
|                |           | Major Oberstabsarzt (Y sĩ) Oberstabsveterinär (Thú ý) Kriegsgerichtsrat im Majorsrang (Tòa án trước 1944) Oberstabsrichter (Tòa án sau 1944) Heerespfarrer (Tuyên úy)                                                           | Thiếu tá Bác sĩ Phẫu thuật Tham mưu trưởng Bác sĩ Thú y Tham mưu trưởng Hội đồng Tòa án Chiến tranh ở Cấp bậc Thiếu tá Thẩm phán tham mưu trưởng Tuyên úy Quân đội                            | Thiếu tá                                                | Thiếu tá                                                |           |
|                |           | Oberstleutnant Oberfeldarzt (Y sĩ) Oberfeldveterinär (Thú y) Oberkriegsgerichtsrat (Tòa án trước 1944) Oberrichter (Tòa án sau 1944) Heeresoberpfarrer (Tuyên úy)                                                               | Trung tá Bác sĩ Phẫu thuật Chiến trường Bác sĩ Thú y Chiến trường Hội đồng Tòa án Chiến tranh Cấp cao Thẩm phán cấp cao Tuyên úy quân đội cấp cao                                             | Trung tá                                                | Trung tá                                                |           |
|                |           | Oberst Oberstarzt (Y sĩ) Oberstveterinär (Thú y) Oberstkriegsgerichtsrat (Tòa án trước 1944) Oberstrichter (Tòa án sau 1944) Wehrmachtsdekan (Tuyên úy)                                                                         | Đại tá Bác sĩ Phẫu thuật cấp cao nhất Bác sĩ Thú y cấp cao nhất Hội đồng Tòa án Chiến tranh cấp cao nhất Thẩm phán cấp cao nhất Tu viện trưởng Lực lượng Phòng vệ                             | Đại tá                                                  | Đại tá                                                  |           |

#### Tướng và thống chế (Generäle)
Ngoài các mấu cổ áo alt-Larisch và quân hàm bện bằng vàng, quân phục của các sĩ quan cấp tướng được phân biệt bằng vàng chứ không phải phù hiệu bạc, dây mũ, đại bàng đeo ngực, khóa thắt lưng và cúc áo, một cặp sọc 40mm Hochrot (đỏ tươi) ở dưới bên ngoài mỗi ống quần, ve áo khoác ngoài có màu đỏ tươi, và đồng phục được in Hochrot chứ không phải Waffenfarbe.
Từ tháng 5 năm 1944, các tướng lĩnh trong các quân đoàn tham mưu khác nhau (y sĩ, tư pháp, TSD etc.) được cho là thay thế Hochrot bằng  Waffenfarben thích hợp trong các nhánh phục vụ; trong thực tế, chỉ thị này đã được chú ý một cách không chính xác và một lần sản xuất tiếp theo đã kéo dài thời hạn hao mòn cho phù hiệu màu đỏ tươi vô thời hạn.
| Quân hàm                              | Quân hàm | Cấp bậc | Dịch | Tương đương gần đúng trong Chiến tranh thế giới thứ hai | Tương đương gần đúng trong Chiến tranh thế giới thứ hai |
| Quai vai                              | Tay áo   | Cấp bậc | Dịch | Anh                                                     | Hoa Kỳ                                                  |
| ------------------------------------- | -------- | --- | --- | ------------------------------------------------------- | ------------------------------------------------------- |
| Thú y:                                |          | Generalmajor Generalarzt (Y sĩ) Generalveterinär (Thú y) Oberstkriegsgerichtsrat des Dienstaufsichtsbezirks (Tòa án trước 1944) Reichskriegsgerichtsrat (Tòa án sau 1944) Reichskriegsanwalt (Tòa án trước 1944) Chefrichter (Tòa án sau 1944. Prev. Generalrichter) Feldbischof (Tuyên úy) Generalquartiermeister (Giám lộ trưởng)                      | Thiếu tướng Hội đồng Tòa án Chiến tranh Cấp cao nhất trong Ngành Hội đồng Tòa án Chiến tranh Đế chế Công tố Tòa án Chiến tranh Đế chế Chánh án (trước Tướng thẩm phán) Trưởng tuyên úy Tổng Giám lộ trưởng | Chuẩn tướng                                             | Chuẩn tướng                                             |
|                                       |          | Generalleutnant Generalstabsarzt (Y sĩ) Generalstabsveterinär (Thú y) Senatspräsident am Reichskriegsgericht (Tòa án trước 1944) Oberreichskriegsanwalt (Tòa án trước 1944) Generalstabsrichter (Tòa án sau 1944) | Trung tướng Chủ tịch viện Tòa án Chiến tranh Đế chế Trưởng Công tố Chiến tranh Đế chế Thẩm phán tổng tham mưu                                                                                              | Thiếu tướng                                             | Thiếu tướng                                             |
| Y sĩ:                                 |          | General der Waffengattung General der... — Infanterie — Artillerie — Kavallerie — General der Panzertruppe (từ 1935) — Pioniere (từ 1938) — Gebirgstruppe (từ 1940) — Nachrichtentruppe (từ 1940) Generaloberstabsarzt (Y sĩ) Generaloberstabsveterinär (Thú y) Ministerialdirektor im OKW (Tòa án trước 1944) Generaloberstabsrichter (Tòa án sau 1944) | Tướng — Bộ binh — Pháo binh — Kị binh — Thiết giáp — Kỹ thuật — Sơn cước — Thông tin liên lạc Y sĩ Trung tướng (thú y) Mục sư chỉ dẫn trong OKW Tổng Tham mưu trưởng Thẩm phán                             | Trung tướng                                             | Trung tướng                                             |
| Đại tướng: Đại tướng GFM:             |          | Generaloberst — im Range eines Generalfeldmarschalls (GFM) | Đại tướng — trên cương vị của Thống chế | Đại tướng                                               | Đại tướng                                               |
| trước tháng 4/1941: sau tháng 4/1941: |          | Generalfeldmarschall | Thống chế | Thống chế                                               | Thống tướng                                             |

### Áo khoác ngoài

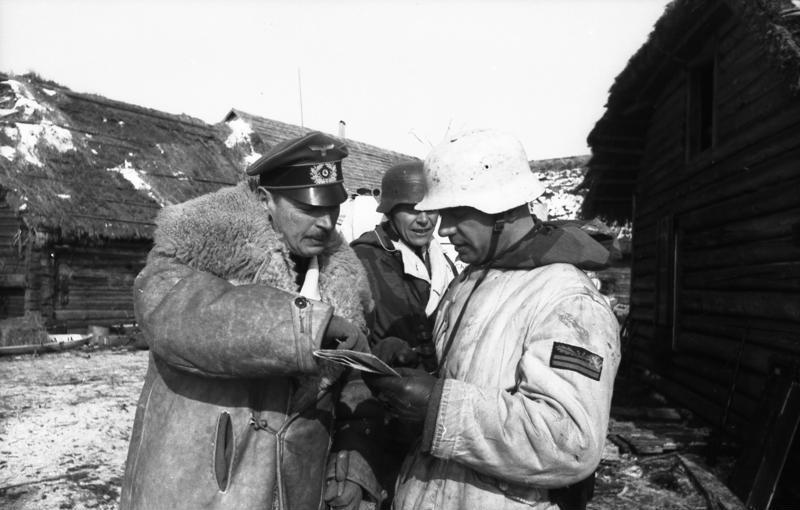
Quân hàm Oberleutnant

### Xếp hạng ở cấp binh
| Binh chủng | Binh chủng                                     | Binh                                                                                                 | Obersoldat                                           |
| ---------- | ---------------------------------------------- | --- | ---------------------------------------------------- |
|            | Bộ binh Bộ binh Cơ giới (tới 7/1943)           | Schütze (Rifleman) (tới 10/1942) Grenadier (từ 10/1942) Füsilier (Fusilier) Musketier (Musketeer)    | Oberschütze Obergrenadier Oberfüsilier Obermusketier |
|            | Bộ binh thiết giáp (tới 7/1943)                | Panzerschütze (Armored Rifleman)                                                                     | Oberpanzerschütze                                    |
|            | Bộ binh Cơ giới Bộ binh thiết giáp (từ 7/1943) | Panzergrenadier (Armored Grenadier)                                                                  | Panzerobergrenadier                                  |
|            | Bộ binh Hạng nhẹ và Sơn cước                   | Jäger (Ranger, Hunter)                                                                               | Oberschütze                                          |
|            | Kị binh Trinh sát                              | Reiter (Rider)                                                                                       | Oberreiter (Senior Rider)                            |
|            | Pháo binh                                      | Kanonier (Gunner) Panzerkanonier (Armored Gunner)                                                    | Oberkanonier Panzeroberkanonier                      |
|            | Công binh                                      | Pionier (Sapper) Baupionier (Construction Sapper) (từ 1943)                                          | Oberpionier Bauoberpionier                           |
|            | Xây dựng                                       | Bausoldat (to 1943)                                                                                  | Oberbausoldat                                        |
|            | Tín hiệu                                       | Funker (Radioman) Fernsprecher (Telephonist)                                                         | Oberfunker Oberfernsprecher                          |
|            | Thiết giáp                                     | Panzerschütze (Armor Rifleman)                                                                       | Oberpanzerschütze                                    |
|            | Công binh Thiết giáp                           | Panzerpionier                                                                                        | Oberpanzerpionier                                    |
|            | Thông tin Thiết giáp                           | Panzerfunker                                                                                         | Oberpanzerfunker                                     |
|            | Chống tăng                                     | Panzerjäger (Tank hunter)                                                                            | Oberpanzerjäger                                      |
|            | Lực lượng Motor                                | Kradschütze (Motorcycle Rifleman)                                                                    | Kradoberschütze                                      |
|            | Cảnh binh                                      | Feldgendarm (Field Gendarme)                                                                         | Feldobergendarm                                      |
|            | Giao thông và hậu cần                          | Fahrer (Driver, horse) Kraftfahrer (Driver, motor vehicles)                                          | Oberfahrer Oberkraftfahrer                           |
|            | Y học                                          | Sanitätssoldat                                                                                       | Sanitätsobersoldat                                   |
|            | Thú y                                          | Veteriärsoldat                                                                                       | Veteriärobersoldat                                   |
|            | Quân nhạc                                      | Musiker (to 1936) Musikschütze (Rifleman Musician) (from 1936) Trompeterreiter (Trumpeter) (Cavalry) | Musikoberschütze Trompeteroberreiter                 |